# 进行曲 (酷玩乐队迷你专辑)
《進行曲》（英語：Prospekt's March）是英國另類搖滾樂團酷玩樂團所發行的一張EP。于2008年11月21日開始發行。這張EP收錄了數首未能收入玩酷人生專輯中的歌曲。專輯的首張單曲Life in Technicolor II進入了英國單曲榜的90位，並且獲得了格萊美獎提名。至2010年1月，這張EP在全球的銷量達到537,000張。EP共收入了8首歌曲。

## 外部連結
- 官方网站